# Streamstown (Alberta)
Streamstown est un hameau (hamlet) du Comté de Vermilion River, situé dans la province canadienne d'Alberta.